# S-5 (cohete)

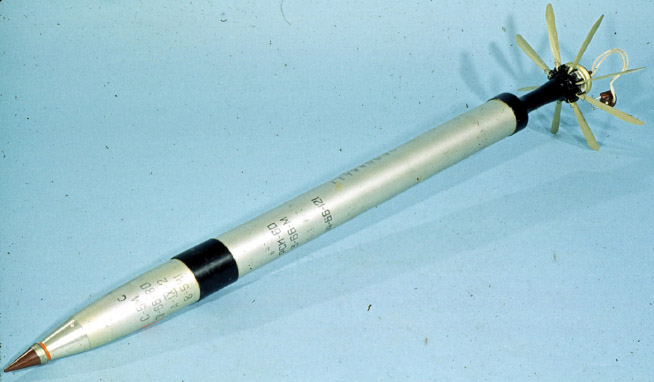
Un cohete S-5M. Tiene una nariz más afilada que el cohete S-5 original y las aletas no se pliegan hacia atrás.

El S-5 (primero designado ARS-57) es un arma de cohete desarrollada por la Fuerza Aérea Soviética y utilizada por aviones militares contra objetivos de área terrestre. Está en servicio con la Fuerza Aérea Rusa y varios clientes de exportación.
Se produce en una variedad de subtipos con diferentes ojivas, entre ellas HEAT anti-armor (S-5K), fragmentación altamente explosiva (S-5M/MO), humo y proyectiles incendiarios. Cada cohete mide aproximadamente 1,4 metros (4 pies 6 pulgadas) de largo y pesa alrededor de 5 kg (11 lb), dependiendo de la ojiva y la espoleta. El rango es de 3 a 4 kilómetros (1.9 a 2.6 millas).

## Desarrollo
Desarrollado a principios de la década de 1950, originalmente como parte del sistema de armas aire-aire AS-5 para el MiG-19. Los cohetes se probaron en una serie de configuraciones en los aviones MiG-15bis y MiG-17, y las pruebas finales se completaron en un MiG-17PF en enero de 1955. Las pruebas revelaron que los cohetes no tuvieron el rendimiento esperado contra objetivos aéreos. El cohete ARS-57 fue aceptado en servicio en abril de 1955, con una designación militar S-5.
Aparte de la Unión Soviética y luego Rusia, se produjeron cohetes S-5 entre otros en Polonia. A partir de 2013, los únicos productores siguieron siendo Bielorrusia y Bulgaria.

## Descripción
El S-5 es un cohete no guiado de calibre 55 mm (2,2 pulg.) Disparado desde un tubo de calibre 57 mm. Es utilizado por los bombarderos y helicópteros de combate. Consiste en un cuerpo de acero que contiene un cohete de combustible sólido y una ojiva altamente explosiva con un fusible de impacto mecánico. En la parte trasera del cohete hay una boquilla de escape alargada, con ocho alas plegadas hacia adelante. Las aletas se doblan alrededor del cohete cuando se guarda en su tubo de lanzamiento, saltando hacia atrás tan pronto como sale del tubo de lanzamiento. En vuelo, las aletas proporcionan un giro estabilizador al cohete, girando a aproximadamente 750 rpm. El motor de cohete sólido se quema durante solo 1,1 segundos, tiempo durante el cual cubre unos 300 metros (985 pies).
El S-5 se transporta en vainas de cohetes, con 4–32 cohetes. Los primeros fueron los lanzadores ORO-57, fabricados en variantes con capacidad de 4, 8 y 16 cohetes. Lo más típico se convirtió en ORO-57K para 8 cohetes, usado especialmente con MiG-19. Luego, a principios de la década de 1960, el lanzador típico se convirtió en UB-16-57, con 16 cohetes, desarrollados en varias variantes, para helicópteros y aviones. UB significa "bloque universal", ya que podría llevarse en los puntos duros de las bombas convencionales, "57" se refiere al diámetro real del tubo de lanzamiento (el diámetro del cohete más 2 mm). La primera variante y UB-16-57U tenían una parte delantera cónica, mientras que la siguiente variante UB-16-57D tenía una parte delantera roma. A partir de 1968, se produjo una variante UB-16-57UMP, con una parte delantera cónica y cinco tubos internos sobresalientes. En la década de 1970, el UB-32 fue desarrollado con 32 cohetes, transportados por aviones más pesados. En Polonia, el lanzador Mars-2 se desarrolló para 16 cohetes, y en Rumania, los lanzadores LPR 57 para 16 cohetes.

## Historia operacional

### Afganistán
Los cohetes S-5 fueron utilizados ampliamente por los aviones Sukhoi Su-25 y Mil Mi-24 en Afganistán en la década de 1980, donde su efectividad se consideró pobre. Los pilotos describieron los cohetes que se lanzaban después del lanzamiento "como un tulipán", y que la ojiva solo era buena para "cosquillear los tacones de los dookhi (mujahedeen)". Las fuerzas rusas han cambiado a armas de alto calibre como el cohete S-8 en su lugar. Además, el 40. ° Ejército soviético hizo uso de lanzadores improvisados montados en tanques T-62, APC como el BTR-70 y camiones Ural-4320 en un papel tierra-tierra.

### Israel
El domingo 6 de enero de 2009, las Fuerzas de Defensa de Israel identificaron un cohete disparado contra Israel a principios de día por militantes en la Franja de Gaza como un S5K de fabricación rusa, el tipo utilizado en la batalla en Irán y Afganistán.
Según las FDI, el cohete disparado contra el Kibbutz Alumim en el Negev marcó la primera vez que los militantes en Gaza usaron este tipo de armas. Aunque el arma está destinada a ser lanzada por vía aérea, los militantes de Gaza optaron por lanzar su cohete desde lanzadores desde tierra. A diferencia de un cohete Qassam, el S5K contiene más explosivos, pero es menos preciso.
El viernes 8 de diciembre de 2017, dos cohetes S-5 disparados desde la Franja de Gaza, aterrizaron en Sederot. Uno de los cohetes aterrizó en un jardín de infantes y el segundo aterrizó en una calle cercana, causando daños a un automóvil.

### Libia
S-5, junto con los cohetes S-8 y S-13, se han desplegado desde la parte trasera de las camionetas (en general, técnicas) durante la guerra civil de Libia de 2011, que sirve como MLRS improvisado. Los rebeldes también han desarrollado un lanzador portátil para el S-5, convirtiendo el cohete en una improvisada ronda de RPG.

### Siria
El S-5 ha sido utilizado por la Fuerza Aérea Siria contra las fuerzas de oposición en la guerra civil siria.

## Especificaciones típicas de lanzadores
- ORO-57K
  - cohetes: 8
  - longitud × diámetro: 1,447 × 220 mm
  - Peso, vacío: 33 kg.
  - peso, cargado: 64 kg
  - aeronave: MiG-19
- UB-16-57UMP
  - cohetes: 16
  - longitud × diámetro: 1,880 × 335 mm
  - peso, vacío: 57 kg
  - peso, cargado: 138 kg
  - aeronave: MiG-21, Su-7, Mi-8 (varias variantes de UB-16-57)
- UB-32
  - cohetes: 32
  - longitud × diámetro: 2,080 × 481 mm
  - Peso, vacío: 103 kg.
  - Peso, cargado: 264 kg.
  - aviones: MiG-21, MiG-23, MiG-27, Su-7, Su-17/20/22, Su-25, Mi-17, Mi-24